# Nashi44

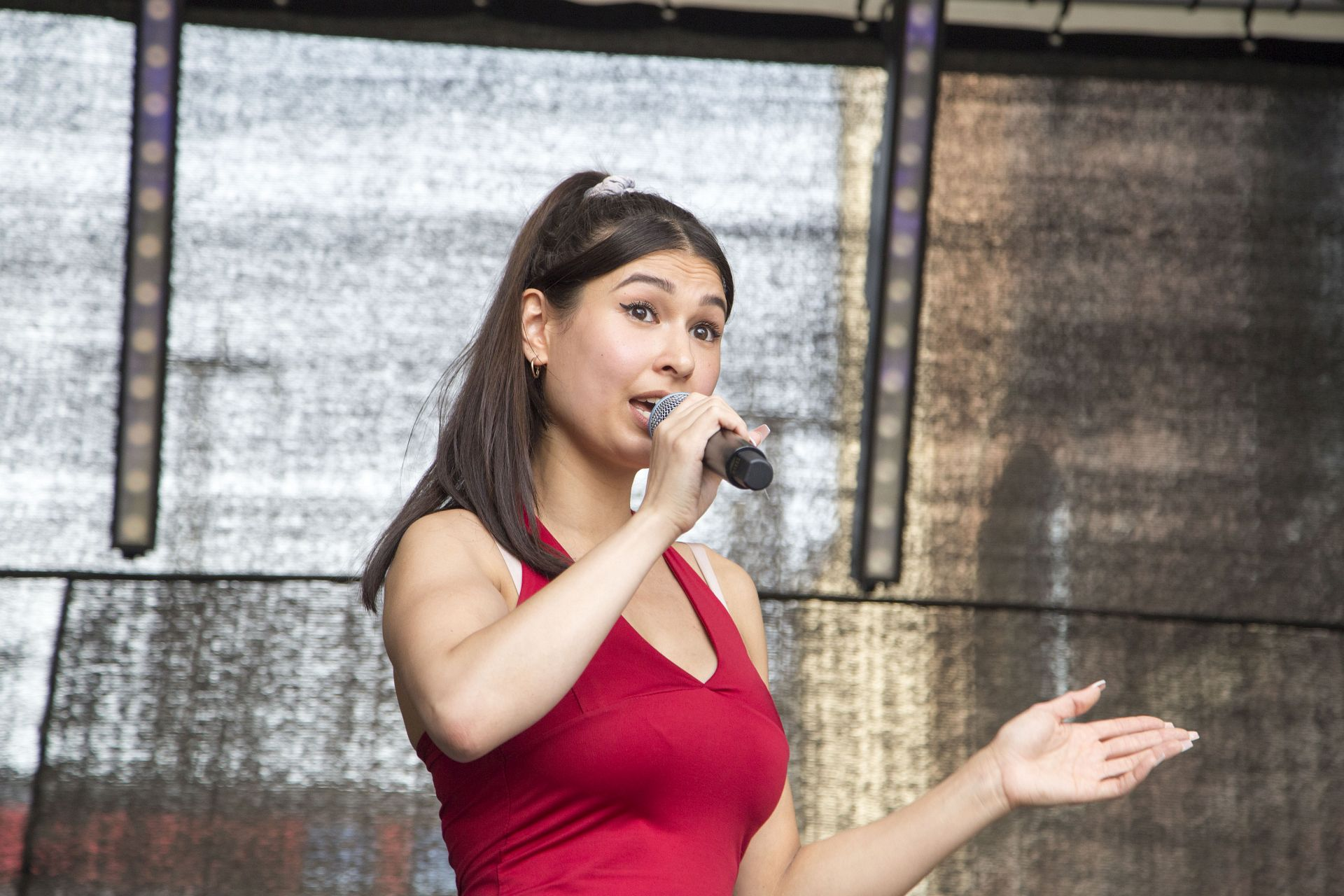
Nashi44, 2022

Nashi44 (Eigenschreibweise NASHI44; bürgerlich Kim-Thu Emmeli Wittnebel; geboren 1993 oder 1994 in Berlin) ist eine vietnamesisch-deutsche Rapperin aus Berlin-Neukölln.

## Musikalischer Werdegang
Nashi44 kam in Berlin-Neukölln zur Welt, wo sie auch aufwuchs. Ihr Vater arbeitete als Pförtner und Telefonist, ihre Mutter machte einen Deutschkurs im selben Gebäude, wo sie ihn kennenlernte. Zuhause sprach Nashi Deutsch mit ihrem Vater und Vietnamesisch mit ihrer Mutter, die der chinesischen Minderheit in Südvietnam angehört. Ihr Künstlername bezieht sich auf die alten Postleitzahlen Berlins, wo Neukölln die Zahl 44 hatte.
In Berlin fühlte sie sich vor allen Dingen der türkischen und arabischen Community zugehörig, weil sie mit dieser das Gefühl teilte, von der Mehrheitsgesellschaft nicht als gleichwertig angesehen zu werden. In ihrer Jugend sang sie in einer Coverband für R&B und Hip-Hop, gründete eine Bluesrock-Band und besuchte die Bühnenkunstschule Academy. Ab 2019 studierte sie Jazz- und Popgesang an der HMT Leipzig. Das Studium brach sie ab, um sich uneingeschränkt auf ihr kreatives Schaffen und die künstlerische Karriere konzentrieren zu können. Zunächst lud sie kurze Rap-Videos auf Instagram hoch, um diese von ihren Followern bewerten zu lassen. Die beliebtesten arbeitete sie dann zu vollständigen Tracks aus. Die Debüt-Single Aus der Pussy erschien im Mai 2021.
Im März 2022 veröffentlichte sie mit Asia Box ihre erste EP. Andreas Borcholte übernimmt im Spiegel für die „furiosen sieben Tracks“ ihre Selbstbewertung „Nicht nur lit, sondern radioaktiv“ und vergibt 8,0 Punkte.
Auftritte erfolgten etwa auf dem Reeperbahn Festival, dem Multitude Festival in Hannover, dem unter anderem von der Bundeszentrale für politische Bildung und dem Bundesministerium für Bildung und Forschung geförderten In Vision Festival bei Berlin, dem Bopp Kogn Festival in Berlin und dem vom städtischen Kulturamt veranstalteten Riviera Festival in Offenbach am Main. 2021 nahm sie an einer Paneldiskussion zu Rap und Rassismus auf dem Gelände des Atelierfrankfurt teil. Zudem wurde sie zusammen mit Rola und Apsilon von Miriam Davoudvandi im Maxim-Gorki-Theater interviewt, wo sie zuvor auch, ebenfalls zusammen mit weiteren Musikern, ein Konzert gespielt hatte. Ein Beispiel für Solokonzerte in diesem Jahr ist der Auftritt im Rahmen von Kunst im Quadrat in München. Im Jahr 2022 zog der RBB sie für eine Erörterung des Phänomens der kulturellen Aneignung heran und veröffentlichte außerdem ein Gespräch mit ihr. Im selben Jahr interviewte sie die Heinrich-Böll-Stiftung für eine Analyse zu „Frauen und Queers of Color im Deutschrap“. Darüber hinaus wurde sie vom Goethe-Institut für das Residenzprogramm Vila Sul in Brasilien ausgewählt.
Nashi44 verfasste ein Kapitel des 2021 von Sookee und Gazal im Ventil Verlag herausgegebenen Sammelwerks Awesome HipHop Humans und wird in dem 2022 von Jens Balzer im Duden-Verlag veröffentlichten Buch Schmalz und Rebellion behandelt. Zudem trug sie einen lyrischen Text zu dem 2023 von Düzyol Tamer und Taudy Pathmanathan in der Edition assemblage herausgegebenen Sammelwerk überLIEBEn bei.
Auf ihrem YouTube-Kanal hat sie über 1000 Abonnenten.

## Musikstil
Nashi44 versteht sich als Sprachrohr für Personen, die nicht genug repräsentiert und gesehen werden. Ihre Musik soll daher Menschen empowern. Unter Empowerment versteht Nashi44 etwas, was einer Person Kraft zurückgibt. Dies kann ein Gespräch mit Freunden sein, ein Redebeitrag auf einer Demo zu hören oder ein Interview zu lesen. Austausch und Input sind für sie Empowerment.
Mit ihrer ersten Single Aus der Pussy gibt sie laut ihrem Blog auf In*Vision eine Antwort auf die Frage „Woher kommst du?“. Dieser Frage sind viele Personen ausgesetzt, die von der weißen Mehrheitsgesellschaft als anders gelesen werden. In ihrer zweiten Single Butterfly thematisiert sie rassistische Narrative, denen Personen südostasiatischer Herkunft täglich ausgesetzt seien. Dabei kreiert sie gleichzeitig die eigene Geschichte einer viet-deutschen Frau. Immer wieder verweisen ihre Songs auf bestehende popkulturelle Bezüge wie auf die Oper Madama Butterfly oder den Spielfilm Full Metal Jacket. Auch die Drehorte ihrer Videos sind häufig Orte mit Bezügen zu asiatischer Geschichte oder der asiatischen Community, wie das Dong Xuan Center in Berlin. Ihre Musik bezeichnet sie heute selber als Asian Berlin Pussy Power. Generell mache sie dennoch nicht nur Musik, weil Rassismus und Sexismus existieren. Musik sei das Medium, über das sie sich ausdrücke. Rassismus und Sexismus seien ein Teil ihres Lebens, weshalb sie diese Themen automatisch mitverarbeite.

## Engagement
Nashi44 gibt Workshops für marginalisierte Personen.

## Diskografie
EPs
- 2022: Asia Box

Singles
- 2021: Aus der Pussy
- 2021: Butterfly
- 2021: Magic Clit
- 2022: Nails, Lashes, Bubble Tea

## Auszeichnungen
- 2022: VUT Indie Award in der Kategorie Beste*r Newcomer*in[31]
- 2022: Listen to Berlin Award in der Kategorie Kreativstes Musikvideo für Suck On My Spring Roll[32]